# Leptoneta fouresi
Leptoneta fouresi är en spindelart som beskrevs av Dresco 1979. Leptoneta fouresi ingår i släktet Leptoneta och familjen Leptonetidae.
Artens utbredningsområde är Frankrike. Inga underarter finns listade i Catalogue of Life.